# József Szén
József Szén, né le 9 juillet 1805 et mort le 13 janvier 1857 , est un joueur d'échecs et un compositeur d'études hongrois.

## Biographie
József Szén battit Louis-Charles Mahé de La Bourdonnais vers 1836 (13 à 12), dans un match à handicap disputé à Paris, où il avait l'avantage d'un pion et du trait. Il fut le capitaine de l'équipe de Budapest qui remporta une partie d'échecs par correspondance contre Paris en 1842. En 1851, lors du tournoi international de Londres, il finit cinquième, après avoir battu Samuel Newham au premier tour (2-0) et perdu contre le vainqueur Adolf Anderssen (2 à 4) au deuxième tour. Il battit Bernhard Horwitz (4 à 0) lors du troisième tour et Hugh A. Kennedy 4 à 0 et une nulle lors du match pour la cinquième place.
En match, Szén perdit contre Carl Mayet à Berlin en 1839, annula contre Johann Löwenthal (1 à 1) à Budapest en 1842, contre  Ernst Falkbeer à Vienne en 1853-1855 (9 à 9 et deux nulles) et perdit contre Hurrwitz en 1853 à Berlin (1 à 3 et une nulle).